# Rominigue Kouamé
Rominigue Kouamé N'Guessan (Lopou, Costa de Marfil, 17 de diciembre de 1996) es un futbolista maliense que juega como mediocampista en el Chicago Fire F. C. de la Major League Soccer, cedido por el Cádiz C. F.

## Trayectoria
Empezó su carrera en el AS Real Bamako. Jugó en la Ligue 1 el 6 de agosto de 2017 en una victoria en casa por 3-0 contra el F. C. Nantes. Reemplazó al futbolista Fodé Ballo-Touré en la primera mitad del partido. Fue cedido al Círculo de Brujas para la temporada 2019-20.
El 1 de septiembre de 2023 fichó por el Cádiz C. F. tras llegarse a un acuerdo con el E. S. Troyes A. C. para su traspaso.